# Fétinne
Fétinne is een buurt (sous-quartier) in de Belgische stad Luik, die onderdeel uitmaakt van de wijk Vennes.
Fétinne ligt aan de samenvloeiing van de Maas en de Ourthe, en hier begint ook het Afwateringskanaal Luik.
De buurt werd ontwikkeld in vervolg op de Wereldtentoonstelling van 1905. Het dorp Fétinne is echter veel ouder. Reeds in 1300 zou er sprake zijn van een parochie.
Begin 20e eeuw werd, ter gelegenheid van de nakende Wereldtentoonstelling, een boulevard aangelegd over het loop van een voormalige zijtak van de Ourthe, de Fourchu Fossé. Dit is de Boulevard Émile de Laveleye, welke een typerend gebogen traject heeft.
De Spoorlijn 40 Luik - Maastricht loopt door Fétinne. Deze werd geopend in 1851 en verlengd tot Maastricht in 1561. Het Station Luik-Vennes heeft bestaan van 1928-1965, terwijl er tijdens de Wereldtentoonstelling een halte was.

## Bezienswaardigheden
- Sint-Vincentiuskerk, van 1930.

## Nabijgelegen kernen
Luik, Grivegnée, Angleur, Cointe